# Fritz Schneider (Entomologe)
Fritz Schneider (* 13. September 1911 in Wädenswil, Kanton Zürich; † 2. September 1985 ebenda) war ein Schweizer Entomologe.

## Leben
Schneider war der Sohn des Entomologen und Önologen Otto Schneider-Orelli. Nach einem Studium der Naturwissenschaften an der ETH Zürich, wurde er 1940 mit der Dissertation Schadinsekten und ihre Bekämpfung in ostindischen Gambirkulturen zum Doktor promoviert. Von 1942 bis 1976 war er Mitarbeiter an der Eidgenössischen Forschungsanstalt für Obst-, Wein- und Gartenbau in Wädenswil, an der er ab 1961 die Abteilung für Pflanzenschutz leitete. Von 1946 bis 1975 war er Redakteur bei der Zeitschrift Mitteilungen der Schweizerischen Entomologischen Gesellschaft (von 1950 bis 1971 in Zusammenarbeit mit Jacques Aubert und ab 1971 als Chefredakteur). Insgesamt entstanden 30 Bände unter seiner Leitung. Schneider war auch mehrfach im Ausland tätig, darunter für drei Jahre auf den Gambirplantagen in Sumatra oder im Auftrag der Ernährungs- und Landwirtschaftsorganisation der Vereinten Nationen in Syrien. 1942 veröffentlichte er in Zusammenarbeit mit Richard Maatsch das Buch Cyclamen. Er schrieb auch über die Sinnesphysiologie der Insekten und lieferte wichtige Beiträge zur Methodik des umweltschonenden Pflanzenschutzes. In den 1940er Jahren forschte er über die Schwebfliegen, die sich in der Blattlausbekämpfung als sehr nützlich erwiesen. In den 1950er Jahren widmete er sich Maikäferstudien, in denen er darlegte, warum die Käfer in gerichteten Schwärmen an bestimmte Waldränder fliegen. Schneider fiel auf, dass die Maikäfer in Richtung der höchsten von ihnen wahrgenommenen Silhouette fliegen. Von den Waldrändern flogen die Käfer nach dem Reifefrass zurück zu den alten Brutgebieten, um dort Eier abzulegen. Durch den Einbezug der Gravitation zeigte Schneider auf, dass die Tiere magnetische und elektrische Felder bei ihren Wanderungen wahrnehmen. 
1974 zeichnete ihn die Deutsche Gesellschaft für Angewandte Entomologie mit der Karl-Escherisch-Medaille aus.
Schneider starb wenige Tage vor seinem 74. Geburtstag in einem Krankenhaus in Wädenswil an den Folgen eines Herzinfarktes.